# Rafał Bernard
Rafał Bernard (ur. 26 sierpnia 1967 w Poznaniu) – polski biolog, dr hab. nauk biologicznych, profesor nadzwyczajny i kierownik Wydziałowej Pracowni Dydaktyki i Ochrony Przyrody Wydziału Biologii Uniwersytetu im. Adama Mickiewicza w Poznaniu.

## Życiorys
Rafał Bernard jest absolwentem Wydziału Biologii Uniwersytetu im. Adama Mickiewicza w Poznaniu, na którym w 1991 uzyskał tytuł magistra biologii, na podstawie pracy o awifaunie okolic Drezdenka. 17 czerwca 1999 obronił pracę doktorską pt. Występowanie i wybrane aspekty biologii Cercion lindenii (Selys, 1840) (Odonata: Coenagrionidae) w Polsce, 22 marca 2013 habilitował się na podstawie dorobku naukowego i pracy. Został zatrudniony na stanowisku adiunkta w Instytucie Biologii Środowiska na Wydziale Biologii Uniwersytetu im. Adama Mickiewicza w Poznaniu.
Piastuje stanowisko profesora nadzwyczajnego i kierownika w Wydziałowej Pracowni Dydaktyki i Ochrony Przyrody na Wydziale Biologii Uniwersytetu im. Adama Mickiewicza w Poznaniu.